# 가와모토 다이가
가와모토 다이가(일본어: 河本 大雅, 2006년 7월 23일~)는 일본의 축구 선수이다.

## 구단 경력
그는 2024년 J2리그의 후지에다 MYFC에 입단했다.